# Brilivka
Brilivka o Briliovka (en ucraïnès Брилівка, en rus Брилёвка) és una vila de l'óblast de Kherson, Ucraïna, actualment sota control de Rússia. Es troba a 50 km al sud-est de Kherson i a 30 km al nord de la mar Negra. El 2021 tenia 4.182 habitants.
Fins al 18 de juliol de 2020 Brilivka pertanyia al districte d'Oleixki, però aquest districte quedà abolit el juliol de 2020 com a part de la reforma administrativa d'Ucraïna, que pretenia reduir el nombre de districtes de l'óblast de Kherson a només cinc. L'àrea del districte d'Oleixki quedà integrat dins el districte de Kherson.